# Consejo del distrito de Waimakariri
Consejo del distrito de Waimakariri (en māori: Ko te kaunihera ā rohe o Waimakariri) es una autoridad territorial del distrito de Waimakariri, Nueva Zelanda. 
El consejo está dirigido por el alcalde de Waimakariri, Dan Gordon, y diez concejales de distrito. 

## Composición

### Concejales
- Alcalde Dan Gordon
- Distrito Kaiapoi-Woodend: teniente de alcalde Neville Atkinson, Al Blackie, Philip Redmond, Sandra Stewart
- Distrito Oxford-Ohoka: Wendy Doody, Niki Mealings
- Rangiora-Ashley: Kirstyn Barnett, Robbie Brine, Joan Ward, Paul Williams [1]

### Juntas comunitarias
- Junta Comunitaria de Rangiora-Ashley
- Junta Comunitaria de Oxford-Ohoka
- Junta Comunitaria de Woodend-Sefton
- Junta Comunitaria Kaiapoi-Tuahiwi [1]

## Historia
El consejo se formó en 1989, como reemplazo del consejo del condado de Eyre (entre 1912 y 1989) y del consejo del condado de Kaiapoi (entre 1868 y 1989).   
En 2020, el consejo tenía 433 empleados, incluidos 63 que ganaban más de 100 000 dólares. 